# Simion Marcovici
Simion Marcovici (n. 13 februarie 1872 – d. secolul al XX-lea) a fost unul dintre ofițerii Armatei României, care a exercitat comanda unui regiment de artilerie, pe timp de război, în perioada Primului Război Mondial și a luptat în Bătălia de la Sibiu și în Bătălia de pe Valea Oltului.

## Cariera militară
Simion Marcovici a ocupat diferite poziții în cadrul unităților de artilerie ale armatei române, avansând până în anul 1916 la gradul de locotenent-colonel. Cu acest grad a fost prezent la Bătălia de la Sibiu si la Bătălia de pe Valea Oltului. În perioada Primului Război Mondial a îndeplinit funcția de comandant de regiment a Regimentul 23 Artilerie (1916-1918).

## Decorații
- Ordinul „Coroana României”, în grad de ofițer (1912) [1]:p. 626